# Minifigur
Lego minifigur eller blot minifigur er en lille plastikfigur, der bliver fremstillet af den danske legetøjskoncern LEGO. De blev introduceret første gang i 1978 og er siden blevet meget succesfulde med over 3,7 mia. producerede enheder, og har optrådt i en række andre medier inklusive film, bøger og computerspil. Minifigurer optræder i næsten alle legosæt, men sælges også separat som nøgleringe og magneter.
Nogle minifigurer er fremstillet som efterligninger af specifikke karakterer, enten under licens fra film i franchise eller fra Legos egne serier, men mange er uden navn, og bliver designet til blot at passe ind i et særligt tema (som politibetjente til Lego City, astronauter til Lego Space og pirater til Lego Pirates). Minifigurer bliver samlet af både børn og voksne.
De er designet til at give stor mulighed for at modificere dem, idet delene fra figurerne kan blandes og sammensættes på mange forskellige måder, hvilket giver et stort antal kombinationer. Minifigurer består minimum af tre dele; et hoved, en torso og et par ben. Derudover kommer en lang række accessoires som hår, hatte, skæg, rygsække, våben, værktøj og meget andet. De er typisk gule i hudfarven, men produceres også med en lang række andre farver.
Lego minifiguren blev patenteret ved lanceringen, men efter udløbet på dette patent er flere andre konkurrenter begyndt at producere lignende minifigurer, heriblandt Kreons fra legetøjsfirmaet Kre-O, det koreanske firma Oxford (et datterselskab af Hasbro) og Mega Bloks.